# SpaceX Starship integrated flight test 2
Il 18 novembre 2023, SpaceX ha eseguito il secondo test di volo integrato del suo veicolo di lancio Starship. Gli obiettivi primari della missione erano i seguenti: eseguire il lancio con successo, effettuare la separazione degli stadi tramite hot staging (manovra mai testata in precedenza su veicoli di tali dimensioni) e raggiungere una traiettoria quasi orbitale con il secondo stadio (Starship). Tra gli obiettivi secondari c'erano: effettuare un rientro controllato nell'Oceano Pacifico al largo delle isole Hawaii con il secondo stadio ed effettuare un boostback ed un atterraggio controllato nel Golfo del Messico con il primo stadio (Booster).
Il veicolo è decollato con successo sotto la spinta di tutti i 33 motori Raptor del Super Heavy Booster e ha raggiunto la separazione degli stadi. Nonostante fosse previsto che atterrasse nel Golfo del Messico, il booster è esploso durante l'accensione prevista di 10 motori durante la manovra di "boostback". Il secondo stadio ha proseguito lungo la traiettoria prevista per oltre 8 minuti, raggiungendo la quota di 149 km. Pochi secondi prima dello spegnimento previsto dei motori, l'espulsione di ossigeno liquido in eccesso ha provocato un incendio e la perdita del veicolo.
La Federal Aviation Administration ha emesso una dichiarazione in cui conferma che si è verificata un'anomalia e che non sono stati segnalati danni o lesioni a proprietà pubbliche o persone. Poco dopo il lancio, SpaceX ha pubblicato una dichiarazione sul proprio sito web affermando che "il successo deriva da ciò che impariamo" da "test come questo".